# Wute

Wute mit Musikinstrumenten (vor 1910)

Die Wute (auch Vouté, Vute, Mbute, Bute oder Mbutere) sind ein Volk des Kamerun.
Im Jahre 1996 gab es insgesamt 35.000 Wute im Kamerun, die zumeist in ihrem ehemaligen Herrschaftszentrum Ndumba leben.
Die Wute sind ein Semibantuvolk, da sie eine bantoide Sprache sprechen, die nicht zu den Bantusprachen zählt: Das Wute, eine mambiloide Sprache. Sie sind traditionell Anhänger ihrer eigenen westafrikanischen Religion, aber in letzter Zeit auch zunehmend zu gleichen Anteilen Christen und Muslime.
Das beliebteste traditionelle Musikinstrument der Wute ist das Lamellophon timbrh, das in einem Ensemble zur Tanzbegleitung gespielt wird. In den 1950er und 1960er Jahren hatte besonders der aus der Dominikanischen Republik stammende Stil Merengue Einfluss auf die Musik der Wute und anderer Ethnien im zentralen und südlichen Kamerun.